# 2 tone ska
Il 2 tone ska, anche chiamato solo 2 tone, second wave ska o ska revival, è un genere nato nel Regno Unito alla fine degli anni settanta, che mescola la musica ska tradizionale con elementi tipici del punk rock e della new wave. Il nome del genere deriva dall'etichetta discografica 2 Tone Records fondata da Jerry Dammers dei The Specials, label che rappresentò il riferimento principale per i gruppi del movimento e che faceva riferimento nel nome al desiderio di trascendere e disinnescare le tensioni razziali nell'Inghilterra neoliberista della Thatcher-era. Molte band two-tone come The Specials, The Selecter e The Beat vedevano la compartecipazione sia di musicisti bianchi che neri, in una mescolanza che non era affatto usuale per l'Inghilterra di allora.

## Storia

### Le origini

#### La nascita dello Ska in Giamaica
A cavallo tra anni '50 e '60, nell'immediato dopoguerra, la presenza dell'esercito statunitense di stanza nell'isola diede la possibilità anche alla popolazione locale di sintonizzarsi sulle stazioni radiofoniche di New Orleans, tramite le quali i militari potevano divertirsi al ritmo di blues, il jive, il jazz, lo swing ed il rhythm and blues. Fu così che i musicisti locali entrarono in contatto con queste nuove forme musicali, subendo l'influenza di musicisti come Louis Jordan e Louis Prima. I primi sound system sono riconducibili a personaggi come Prince Buster o Duke Reid allo scopo di diffondere quei pochi dischi d'importazione che arrivavano in Giamaica e tra i Dj più noti vi erano Tom the Great Sebastian o ancora Sir Coxsone Downbeat, che con le loro feste a base di Ray Charles, Duke Ellington e Fats Domino portate in tutto il paese con la loro "Jamaican Mobile Disco", precedendo così l'avvento del rocksteady. Fu in seguito a quest'opera di divulgazione di alcuni, che i musicisti iniziarono ad eseguire cover di brani rhythm and blues reinterpretati con la sensibilità locale, fatta di ritmiche caraibiche, ricercando così nuovi suoni che si andarono a mescolare e pian piano sostituirono la musica tradizionale locale, molto simile al calypso. I primi artisti ska elaborarono così un suono differente, sviluppando una ritmica in levare ed una diversa componente melodica che poi, nei tardi anni sessanta si evolse nella musica rocksteady e, poi ancora nel reggae. Oggi riconosciamo per convenzione il ruolo di iniziatore del "nuovo suono giamaicano" al singolo Little Sheila di Laurel Aitken (1959), mentre il primo brano ad entrare nelle classifiche estere fu My Boy Lollypop (Philips, 1964) di Millie Small. In questa prima fase sono da ricordare nomi come Don Drummond, Ronald Alphonso, Bunny and Skitter, Rico Rodriguez, The Skatalites e Desmond Dekker.
Nel 1962 la Giamaica ottenne l'indipendenza dalla Gran Bretagna, evento che portò, molti musicisti giamaicani, a migrare all'estero a causa della crisi economica del paese e, una buona parte di loro, a scegliere proprio la Gran Bretagna come meta.

#### Lo Ska e le sottoculture inglesi
L'inghilterra del dopoguerra vide un incremento dell'immigrazione. Se le comunità indiane e pakistane si rivelarono di più difficile integrazione sociale e culturale, la comunità sudamericana ed ancor più quella giamaicana, che dal 1962 aveva guadagnato l'indipendenza dal Regno Unito, entrarono sempre più in relazione con le sottoculture inglesi. I mod in particolare assorbirono presto l'estetica rude boy tipicamente giamaicana, ascoltando al contempo, tra le altre, anche le sonorità che da quel luogo provenivano. Fin dagli esordi di questo movimento, un artista ad esso riconducibile come George Flame and the Blu Flames iscriva brani ska in repertorio come ad esempio Humpy Dumpy di Eric "Monty" Morris, in una band che già allora vantava musicisti giamaicani. E fu grazie a questi movimenti dell'allora working class che l'Inghilterra si apri a molti musicisti giamaicani con tour e label di settore come la Trojan Records che fu promotrice anche del neonato movimento skinhead, contribuendo così all'integrazione di queste nuove fasce della società e sedando in parte conflitti verso chi spesso veniva visto come concorrente a basso costo della classe operaia inglese.
In questo contesto fu nel 1964 che arrivò uno dei primi brani ska della classifica inglese, Al Capone (Blue Beat Records) di Prince Buster, consacrandolo come icona mod assieme a Desmond Dekker e Laurel Aitken. Ben presto però questa tipologia di sonorità fu soppiantata da altre, che la relegarono nel sottobosco del "démodé" fino al periodo dello ska revival sull'onda del post-punk.

### Il 2 tone ska
Uno dei dibattiti che animò per anni la discussione nel merito delle varie forme di musica nera, era sulla liceità o meno dei bianchi nel suonare il jazz, il blues il R&B o lo ska. E furono il punk rock ed il post-punk, con il loro spirito libertario, a fugare ogni dubbio aggregando a sé influssi dal dub, dallo ska, dal funk, dal free jazz o dalla world music. Band come The Clash, The Police, The Slits e The Ruts avevano sviluppato un forte interesse nel rimaneggiare sonorità della musica giamaicana e del reggae e dello ska contribuendo così all'unione delle due culture urbane, ed aprendo la strada sia a chi poi unirà il sound dello ska originale con elementi tipici del punk rock, sia a chi, come band del tipo Aswad, Steel Pulse, Matumbi e UB40, poi, propose una versione occidentalizzata della musica giamaicana, che pur essendo molto legata alle origini roots del reggae, trovò terreno fertile all'interno della scena musicale del periodo grazie alle tematiche di protesta affini a quelle del punk politicizzato.
Il suono 2 Tone nacque a Coventry, in Inghilterra, dove giovani musicisti cresciuti ascoltando musica giamaicana degli anni Sessanta svilupparono un suono combinando ska, rocksteady e reggae, con elementi tipici della musica britannica come il rock, il punk rock e la new wave.
Nel 1979, Jerry Dammers, tastierista e leader dei The Specials, fondò l'etichetta discografica 2 Tone Records, titolo che ispirerà proprio il nome del neonato movimento. Il progetto di Dammers, proprio come Prince Buster nei primi anni 60, era quello di creare, attraverso l'etichetta, qualcosa di nuovo e scelse quel nome per simboleggiare il bianco e nero (2 Tone, ovvero due toni) e rappresentare l'uguaglianza razziale tra persone di diverso colore e per rappresentare i classici colori degli smoking indossati dagli artisti ska giamaicani degli anni sessanta. Lo stesso termine 2 Tone rappresentava anche la battaglia contro le tensioni a sfondo razziale che avevano luogo tra bianchi e neri all'interno della società britannica. Il logo della label era un omino stilizzato, un rude boy in smoking (giacca nera, camicia bianca, cravatta nera, occhiali da sole, cappello pork pie, calzini bianchi, mocassini neri), che venne chiamato Walt Jabsco. Questo personaggio, ideato da Dammers, venne ispirato dal negativo di una vecchia foto di Peter Tosh con i Wailers proveniente dalla copertina del disco The Wailing Wailers. Lo stesso simbolo della scacchiera in bianco e nero divenne tipico di questo movimento, presente in molte copertine degli album di questi artisti, oltre che nello stile di vestire dell'epoca.

Convenzionalmente il disco fondativo del genere viene fatto risalire al 4 maggio 1979, quando la 2 Tone Records pubblicò il 7" split Gangster / The Selecter  che vedeva nel primo lato il brano dei The Specials e nel secondo dei The Selecter. Nello stesso anno il film Quadrophenia di Franc Roddam decretò il revival del movimento mod. Altre band considerate precursori del genere furono The Beat, Madness, Bad Manners e The Bodysnatchers. Guidati dallo stesso Jerry Dammers, gli Specials furono la band che precorse il movimento 2 Tone, creando le basi del sound e l'approccio per tutte le band che seguirono in Inghilterra.

Un'altra immagine di Walt Jabsco, dove pratica lo Skanking.

 Attraverso la label di Jerry Dammers ed i numerosi tour, gli Specials contribuirono fortemente all'emersione della nuova ondata di ska, offrendo supporto ad altre grandi band successive, come i Madness, The (English) Beat. La label doveva poi essere, nel progetto di Dammers un luogo di interscambio sia tra le sottoculture punk, mod e skinhead che si rifacevano esplicitamente all'antirazzismo, sia tra le diverse culture, ed in questo senso diede luogo a collaborazioni tra membri della scena ska giamaicana e britannica (lo stesso Rico Rodriguez, trombonista degli Specials, era ad esempio in origine un esponente del primo movimento ska giamaicano negli anni 60, ed aveva anche suonato con Don Drummond degli Skatalites). Altre etichette discografiche spesso associate al 2 tones erano la Stiff Records e la Go Feet Records. La musica era particolarmente popolare tra skinhead, rudies e alcuni revivalisti mod.
Benché Dammers fosse stato saldamente contro il vendersi, la band poi acconsentì a firmare per la Chrysalis Records, a patto che la 2 Tone Records rimanesse come sottoetichetta della major e gestita dagli Special.. Infine quindi la Chrysalis lasciò alla 2 Tone i diritti per firmare con nuove band.
Il periodo di massima popolarità della scena 2 Tone fu nei primi anni ottanta quando le band ska revival, in particolare i Madness, avevano raggiunto una grande popolarità nel Regno Unito. Altri importanti band che caratterizzarono questa ondata furono The Higsons e The Bodysnatchers, Rico Rodriguez, The Swinging Cats, The Friday Club, J.B. Allstars e The Apollinairs.
Questi gruppi però non riuscirono ad imporsi anche negli Stati Uniti fino al 1982/83, quando MTV cominciò a trasmettere i videoclip di tutte le band più importanti.

### Il declino della 2 Tone Records
All'epoca, molti di questi artisti avevano raggiunto il loro picco massimo di popolarità, ed era solo questione di mesi prima che Specials, Madness, the (English) Beat, e Selecter annunciassero lo scioglimento. Nonostante la 2 Tone Records fosse divenuta una rispettabile etichetta ed un ottimo riferimento, essa fallì nel 1985 quando Dammers annunciò la bancarotta a causa dei debiti con la Chrysalis, contribuendo ulteriormente al declino del genere.
A seguito della fine del 2 Tone emersero altri gruppi ska che però non riuscirono ad ottenere una rilevante popolarità rimanendo nell'underground, come i The Tigers, Ska City Rockers, The Akrylykz, The Employees, The Piranhas e molti altri.

## Lo stile
Lo stile 2 Tone era caratterizzato da ritmi più veloci, strumentazioni più complete e da un impatto più duro rispetto allo ska originale degli anni 60. Inoltre questi nuovi gruppi 2 Tone, o ska "revival", erano tra gli unici dell'epoca a presentare delle formazioni composte da musicisti di varia etnia, il che lasciava intendere il chiaro messaggio politico in un'epoca di rivolte razziali e di propaganda razzista da parte del National Front all'apice dei consensi. Infatti, lo ska revival era molto più implicitamente politico di ogni altra band punk rock o new wave britannica coeva.
Come nello ska giamaicano, l'atmosfera dell'epoca veniva riflessa anche nei testi, che trattavano temi come le preoccupazioni giovanili, scuola, lavoro, politica, crimine, razzismo e divertimento.

## La third wave
All'interno della storia dello ska, il 2 tone è classificato come "seconda ondata" (e come ripresa del genere dopo la sua fase di declino di metà anni sessanta) e precursore di una "terza ondata", chiamata appunto third wave of ska, sviluppatasi agli inizi degli anni novanta.
Benché i gruppi 2 Tone, infatti, non fossero mai diventati delle star al di fuori del Regno Unito, nei tardi anni ottanta, divennero figure di culto negli States ispirando diverse generazioni future di musicisti che, formarono gruppi simili.
Questa nuova ondata di gruppi statunitensi, chiamata third wave of ska (terza ondata di ska), prese come ispirazione anche altri stili come l'hardcore punk e l'heavy metal, tralasciando le influenze R&B che avevano ispirato i primi artisti ska e 2-Tone.
La prima band third wave a sfondare nel mercato statunitense fu quella dei Rancid, presto seguiti da altri gruppi come Mighty Mighty Bosstones, Sublime, Fishbone e No Doubt che divennero largamente popolari soprattutto a metà anni novanta.